# Soakibany
Soakibany is een plaats en commune in het zuiden van Madagaskar, behorend tot het district Midongy, dat gelegen is in de regio Atsimo-Atsinanana. Tijdens een volkstelling in 2001 telde de plaats 7.000 inwoners.
In de commune liggen de volgende dorpjes:
- Amboangy
- Anezandava est
- Antaramiery
- Bearaotra
- Fasikendry
- Mahasoa, Soakibany
- Manatatoa Atsimo

- Library of Congress Control Number: no2003121215
- Nationale Bibliotheek van Israël: 987007496627705171
- Virtual International Authority File: 153953849